# Île Bonthe
L’Île Bonthe, ou Île des Sherbros est une île de l'océan Atlantique rattachée au district de Bonthe, dans la province du Sud (Sierra Leone). L'île est coupée du continent africain par un fleuve côtier au nord, le Sherbro, et par le détroit de Sherbro à l'est. Elle est longue de 52 km et sa largeur atteint 23 km, avec une superficie d'environ 600 km2. À l'ouest se dresse le Cap St. Ann ; son port et chef-lieu, Bonthe, occupe la pointe orientale.

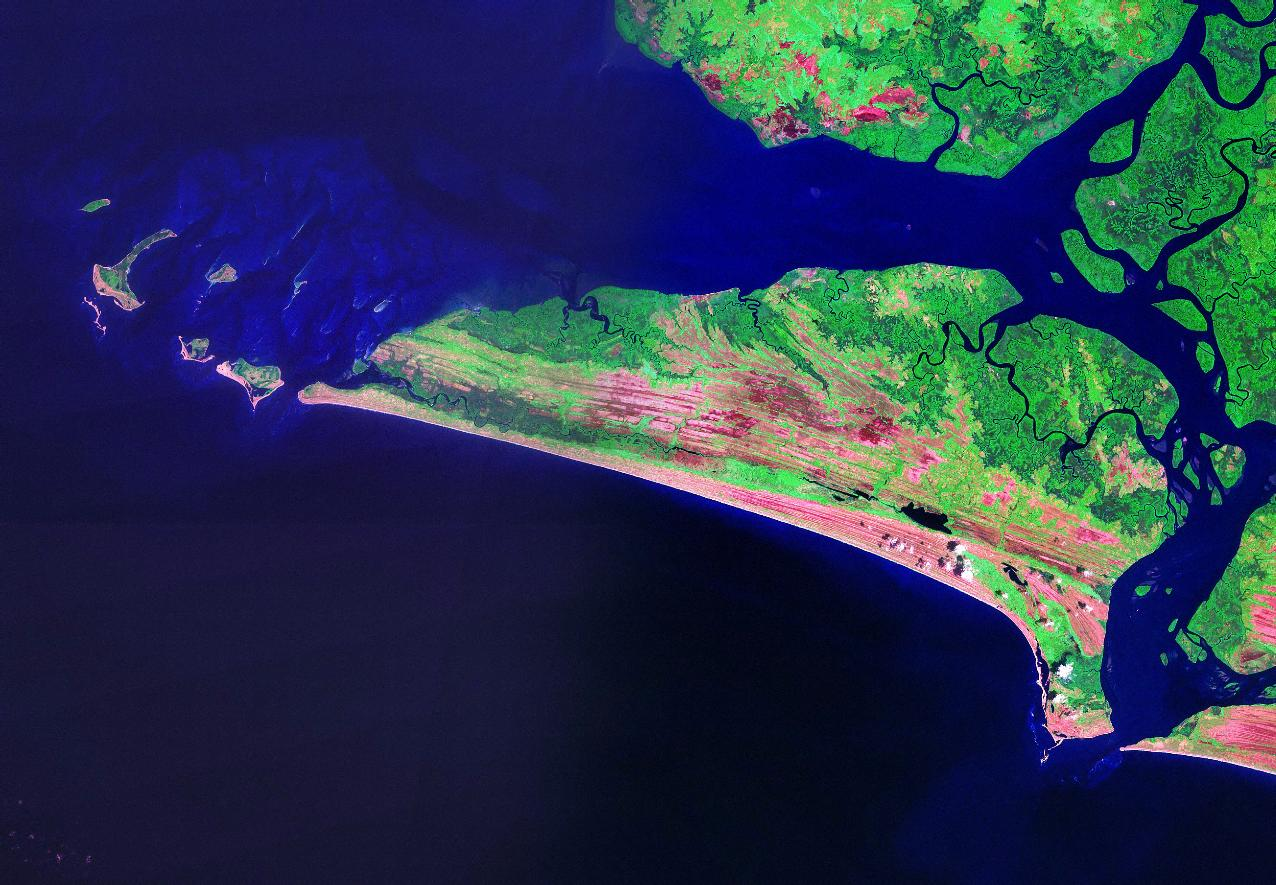
Photo satellite en couleurs naturelles de l’île Sherbro, au large de la Sierra Leone. On voit, à l'ouest, les îles Turtle.

Cette île faisait partie du territoire de l’ethnie Sherbro, qui dominait sur une grande partie de l’actuelle Sierra Leone. Aujourd'hui, les descendants de ces tribus se concentrent au centre et au sud du District de Moyamba, mais ils forment de loin la plus importante ethnie de l’île, dont la population totale se montait à 28 457 habitants en mai 2013. L’île offre un linéaire de plus de 100 km de plages tropicales. Elle est mise en valeur par le Ministère du Tourisme et du Développement de Sierra Leone.

## Activités économiques

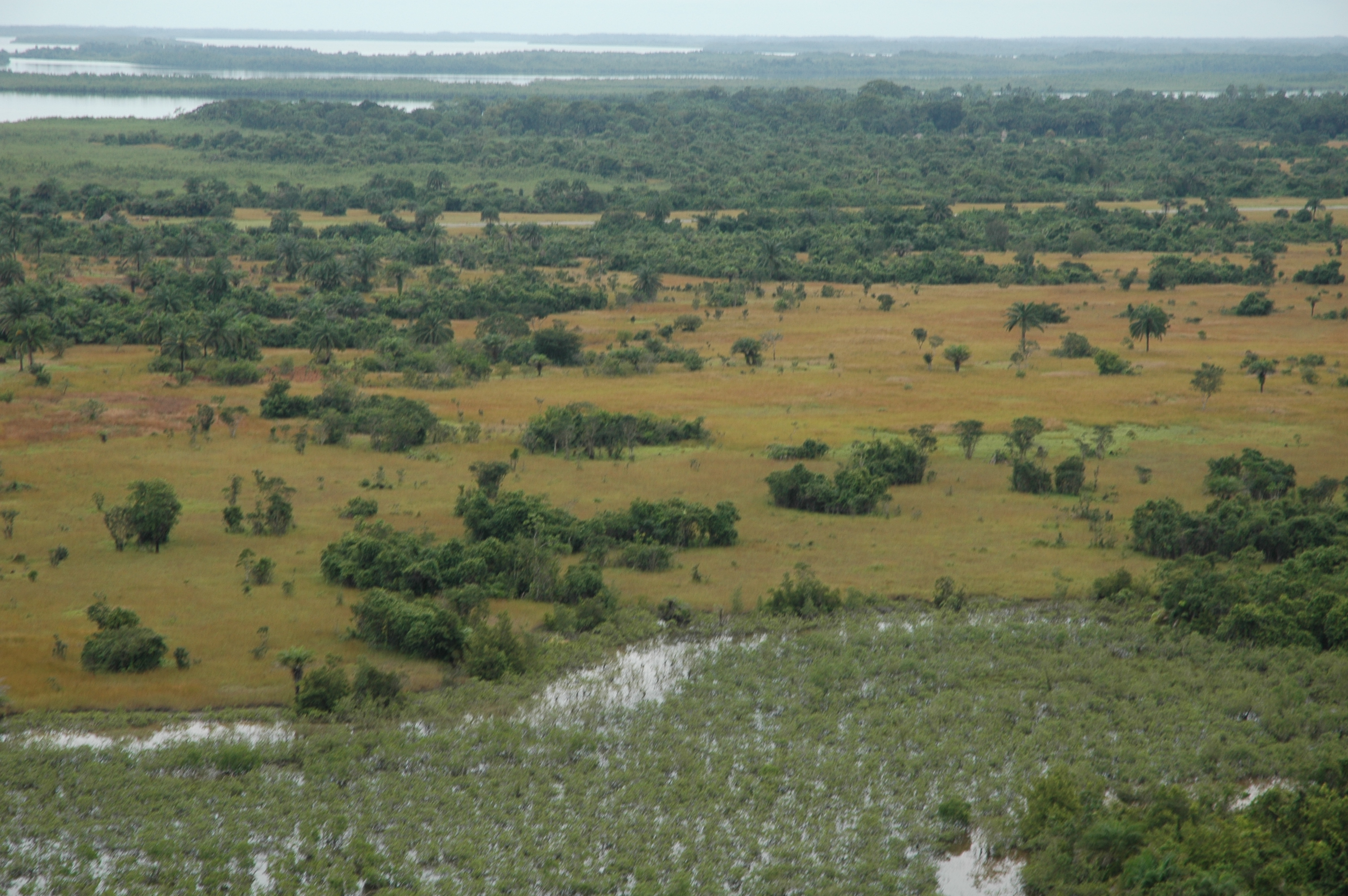
Une lagune de l'île Bonthe.

Riziculture irriguée, tourisme et pêche constituent les principales activités économiques de l'île.

## Histoire
L’Île Bonthe a longtemps été peuplée par les Sherbros, peuple autochtone de la région. L'économie vivrière des insulaires reposait sur la pêche. Ils commerçaient avec les tribus voisines de la côte continentale.
Au XVIIe siècle, des explorateurs et des trafiquants portugais, espagnols et néerlandais jetèrent l'ancre dans cette région de l'Afrique. Ils négociaient avec les Sherbro et d'autres tribus rencontrées en remontant le fleuve, qu'ils appelaient le Madrebombo, mot espagnol qui signifie « Mère trombe. » Des correspondances néerlandaises remontant à 1633 mentionnent ce fleuve tantôt comme le Maderebombo, tantôt comme la Madrabomba (cf. Navigantium atque Itinerantium Bibliotheca).
Alors la Royal African Company, compagnie anglaise bénéficiant d'un monopole, décida d’ouvrir des comptoirs le long de la Côte de Guinée. Quoique vouée à l'origine à la recherche de mines d'or autour du fleuve Gambie, elle se lança au début du XVIIIe siècle dans la traite négrière, que son privilège de commerce couvrait effectivement.
La Royal African Company établit un port fortifié, York Island, sur l'île Sherbro, destiné au transport d'esclaves vers les Amériques. Thomas Corker, un négrier de Falmouth (Royaume-Uni) employé depuis plus de 10 ans par la compagnie, en fut le premier gouverneur. Il épousa la fille d'un chef des Sherbro, et leurs deux fils devinrent les patriarches d'une dynastie de négociants et de notables de cette région. Corker mourut peu après son retour en Gambie, lors d'un voyage d'affaires en Angleterre, en 1700, laissant en Sierra Leone une descendance prospère.
Après l’arrêt de la traite négrière entre le Royaume-Uni et les jeunes États-Unis d'Amérique (1808), le vieux comptoir de la Royal African Company sur l’île des Sherbros servit de base d'opération pour les corsaires chargés de réprimer les trafiquants d'esclave clandestins. Les esclaves libérés lors de ces opérations de répression furent d’abord relâchés dans la colonie de Freetown ; mais l’Espagne et le Portugal poursuivaient le trafic des esclaves pour exploiter leurs colonies des Antilles et d'Amérique Latine.

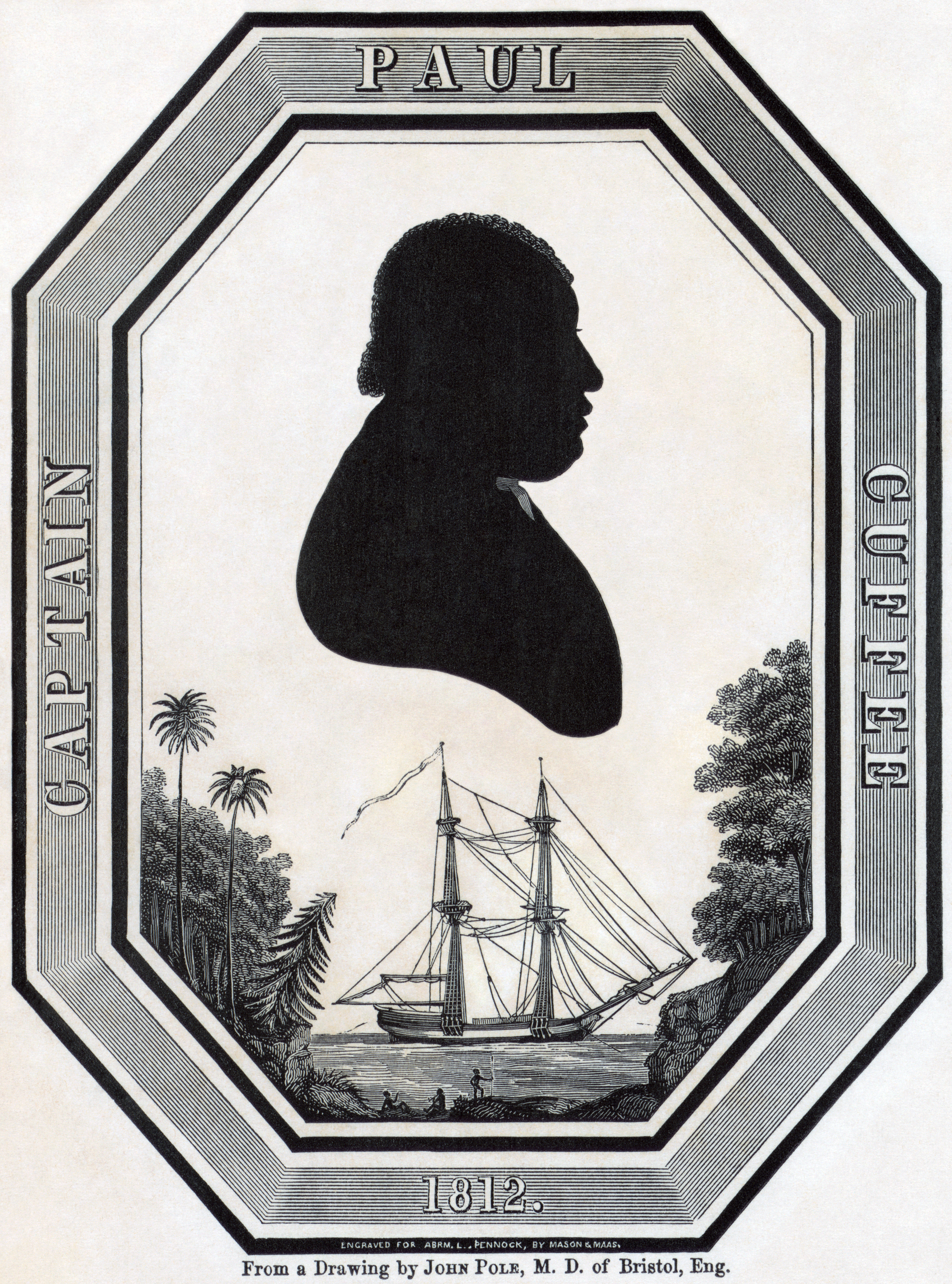
Paul Cuffe, gravure de 1812 à partir d'un portrait de John Pele.

En 1815, Paul Cuffe, un armateur afro-américain prospère de Boston, Massachusetts, se préoccupa de rapatrier les esclaves affranchis en Afrique de l'Ouest. Les Britanniques avaient déjà fait une tentative similaire à Freetown (Sierra Leone) en 1792. Là, les loyalistes noirs de Nouvelle-Écosse (des esclaves libérés à la faveur de la Guerre d'Indépendance) avaient rejoint des nègres marrons de Jamaïque, des esclaves repris à des trafiquants clandestins et quelques tribus de Sierra Leone intéressées par la culture des Blancs.
Cuffe était convaincu que les noirs américains, en ouvriers qualifiés, étaient une chance pour l'expansion du négoce entre l'Afrique de l'Ouest et les États-Unis. En 1815, il fit venir un groupe de 88 affranchis sur l’île des Sherbros. De retour en Amérique, Cuffe assura une large promotion à la première cargaison qu'il rapportait de Freetown.
Cuffe mourut en 1817, mais ses efforts de retour d'esclaves affranchis vers l'Afrique furent relancés par l’American Colonization Society (ACS), une société fondée en 1820 par une entente d'abolitionnistes et de trafiquants. Elle fit inspecter les côtes en recherche de possibles refuges, dont l’île des Sherbros et recruta pour cela un ancien esclave de Caroline du Sud, John Kizell, originaire de l’île,. Ce dernier avait été affranchi au cours de la Guerre d'indépendance des États-Unis et comptait donc au nombre des 1 200 Loyalistes noirs établis en Afrique par les Anglais en 1792.
Le Congrès américain vota le 3 mars 1819 une loi autorisant le transport des affranchis vers leur « mère-patrie » et l'ACS put ainsi aménager une colonie en Afrique pour leur accueil : ce fut le noyau de la future République du Libéria. À cette époque, la plupart des esclaves aux États-Unis étaient originaires de ces côtes d'Afrique de l'Ouest : ils y avaient des parents et une histoire familiale. Mais ils exigeaient des droits et une reconnaissance officielle aux États-Unis.
En 1821, le cargo Elizabeth de New York transportait 86 Afro-américains (au nombre desquels le missionnaire Daniel Coker), ainsi que trois agents de l'American Colonization Society, qui finançait l'opération ; mais les fièvres décimèrent près d'un quart des futurs colons. Les survivants débarquèrent en avril 1822 sur l’Île Providence au Cap Mesurado, formant le noyau du futur état du Liberia.
En 1861, la colonie britannique de Freetown racheta l'île des Sherbros au peuple éponyme, mais les Sherbros insulaires étaient invités à demeurer sur place. Le gouvernement colonial, devenu protectorat, administra l'île jusqu'à l'indépendance de la Sierra Leone en 1961.

## Environnement
L’île Bonthe serait un site de reproduction des tortues vertes et des tortues luth. Les eaux de l'île abritent les plus gros tarpons au monde. Les statistiques de la Confédération internationale de la pêche sportive se fondent sur les prises effectuées dans ce secteur.